# 佐里亞 (別爾江斯克區)
47°16′15″N 36°22′1″E / 47.27083°N 36.36694°E
佐里亞（烏克蘭語：Зоря）是位於烏克蘭南部扎波羅熱州別爾江斯克區切爾尼希夫卡市鎮的村莊。該村始建於1927年，面積1.1平方公里，海拔高度260米，2001年人口327，人口密度每平方公里299.5人。